# Бруэр (город)
Бруэр (англ. Brewer) — город в округе Пенобскот, штат Мэн, США. Является частью метрополитенского статистического ареала города Бангор. Согласно данным переписи населения США 2010 года, население города составляет 9482 человек.

## История
Основателем поселения, которое первоначально называлось Нью-Вустер (New Worcester), считается полковник Джон Бруэр, прибывший в эти места из Вустера, штат Массачусетс в 1770 году и построивший мельницу на ручье Сегюнкеданк-Стрим (Segeunkedunk Stream). Поселение получило самоуправление 22 февраля 1812 года. В 1880 году Бруэру был присвоен статус города (city). В XIX веке город был центром деревообрабатывающей и целлюлозно-бумажной отраслей промышленности, а также кораблестроения.

## География
Город находится в юго-восточной части штата, на левом берегу реки Пенобскот, на расстоянии приблизительно 88 километров к северо-востоку от Огасты, административного центра штата. Абсолютная высота — 20 метров над уровнем моря.

Согласно данным бюро переписи населения США, площадь территории города составляет 40,61 км², из которых, 39,45 км² приходится на сушу и 1,17 км² (то есть 2,88 %) на водную поверхность.

Климат Бруэра влажный континентальный (Dfb в классификации климатов Кёппена), с морозной, снежной зимой и теплым летом.

## Демография
По данным переписи населения 2010 года в Бруэре проживало 9482 человека (4466 мужчин и 5016 женщин), 2448 семей, насчитывалось 4163 домашних хозяйства и 4457 единиц жилого фонда. Средняя плотность населения составляла около 240,35 человека на один квадратный километр.

Расовый состав города по данным переписи распределился следующим образом: 95,39 % — белые, 0,72 % — афроамериканцы, 0,78 % — коренные жители США, 1,04 % — азиаты, 0,01 % — жители Гавайев или Океании, 0,3 % — представители других рас, 1,76 % — две и более расы. Число испаноязычных жителей любых рас составило 1,23 %.

Из 4163 домашних хозяйств в 27,1 % — воспитывали детей в возрасте до 18 лет, 43,3 % представляли собой совместно проживающие супружеские пары, в 11,2 % семей женщины проживали без мужей, в 4,2 % семей мужчины проживали без жён, 41,2 % не имели семьи. 31,8 % от общего числа семей на момент переписи жили самостоятельно, при этом 13,1 % составили одинокие пожилые люди в возрасте 65 лет и старше. Средний размер домашнего хозяйства составил 2,25 человека, а средний размер семьи — 2,81 человека.

Население города по возрастному диапазону по данным переписи 2010 года распределилось следующим образом: 20,2 % — жители младше 18 лет, 8,9 % — между 18 и 24 годами, 26,2 % — от 25 до 44 лет, 27,6 % — от 45 до 64 лет и 17,1 % — в возрасте 65 лет и старше. Средний возраст жителей составил 41,1 года.

## Транспорт
Три моста, включая Мост Джошуа Чемберлена и Речной Мост Пенобскот, соединяют Бруэр с соседним городом Бангор.

## Известные уроженцы
- Джошуа Чемберлен (1828—1914) — американский военный деятель, педагог, политик, юрист.